# Jürgen Roland’s St. Pauli-Report
Jürgen Roland’s St. Pauli-Report ist ein deutscher Erotikfilm aus dem Jahr 1971, der unter der Regiearbeit von Jürgen Roland entstand.
Der Film zählt zum Genre der Report-Filme (Subgenre des Sexploitationfilms), gilt aber als einer der besseren Filme dieses Genres, da die Erotik nur am Rande thematisiert wird. Produziert wurde der Film von der Münchener Rapid-Film, deren Besitzer Wolf C. Hartwig sich zu dieser Zeit auf die Produktion von Report-Filmen spezialisierte.

## Handlung
In mehreren Episoden schildert Jürgen Roland, der die gezeigten Szenen auch kommentierend begleitet und selbst Interviews führt, den (meist kriminellen) Alltag in Hamburg-St. Pauli. So werden unter anderem ein Polizistenmord, ein Raubüberfall, Schlägereien, Prostitution und ein Gefängnisausbrecher gezeigt. „Die Wirklichkeit ist viel schlimmer“, soll Jürgen Roland über diesen Film gesagt haben.

## Kritik
„Fazit: Vor allem ein Fest für Hamburg-Nostalgiker“ (Cinema.de)
„Der Versuch des Krimi-Regisseurs Jürgen Roland, ein Porträt vom Alltagsleben im Hamburger Vergnügungsviertel St. Pauli zu zeichnen. Bei aller Bemühung um Wirklichkeitsnähe bleibt das episodenhafte Dokumentarspiel, in dem Roland selbst als Interviewer und Moderator auftritt, sehr subjektiv“. (Filmdienst)